# Lough Beltra
Il Lough Beltra è un lago situato nella contea di Mayo, Irlanda. Il lago è ubicato nella parte centrale della contea, zona montuosa a Nord Est di Newport. Il lago è costeggiato ad Est dalla collina di Croaghmoyle e dalla corrispondente riserva naturale denominata Croaghmoyle mountain natural heritage area. Guardando verso Nord è possibile scorgere il Nephin.

## Pesca
Il lago è famoso tra i pescatori irlandesi in quanto ricco di salmoni e trote. La stagione della pesca sportiva inizia il 20 marzo e termina l'ultimo giorno di settembre.

## Strade
Il Lough Beltra è costeggiato dalla strada regionale R312. I centri abitati di una certa rilevanza più vicini sono i seguenti:
- Newport, raggiungibile percorrendo la R312 verso Nord e prendendo successivamente la R317. Da Newport si può raggiungere Westport prendendo la N59 verso Sud.
- Castlebar, raggiungibile direttamente con la R312.
- Crossmolina, raggiungibile percorrendo la R312 verso Nord e prendendo successivamente la N59 verso Est.
- Bangor Erris, raggiungibile percorrendo la R312 verso Nord e prendendo successivamente la N59 verso Ovest.